# MBxc1 41-43
MBxc1 41–43 (pot. Ryjek dla MBxc1-41) – typ polskich wąskotorowych wagonów spalinowych na tor o rozstawie 600 mm, zaliczonych na PKP do serii MBxc1. Nazwa „Ryjek” pochodzi od kształtu przodu wagonu MBxc1-41.

## Historia
| Pojazd   | Rok produkcji | Historia | Stan                                              |
| -------- | ------------- | --- | ------------------------------------------------- |
| MBxc1-41 | 1934          | Bydgoska Kolej Powiatowa (1934-1953) Jarocińska Kolej Dojazdowa (1953-1991) Poznański Klub Modelarzy Kolejowych (1991-2021) MPK Poznań (od 2021)             | czynny                                            |
| MBxc1-42 | 1934          | Bydgoska Kolej Powiatowa (1934-1953) Jarocińska Kolej Dojazdowa (1953-1991) Muzeum Kolejnictwa w Warszawie (1991-2013) Muzeum Parowozownia Jarocin (od 2013) | Eksponat jarocińskiej parowozowni                 |
| MBxc1-43 | 1934          | Bydgoska Kolej Powiatowa (1934-1953) Jarocińska Kolej Dojazdowa (1953-1975)                                                                                  | Zezłomowany po zderzeniu z ciężarówką w 1975 roku |

### MBxc1-41

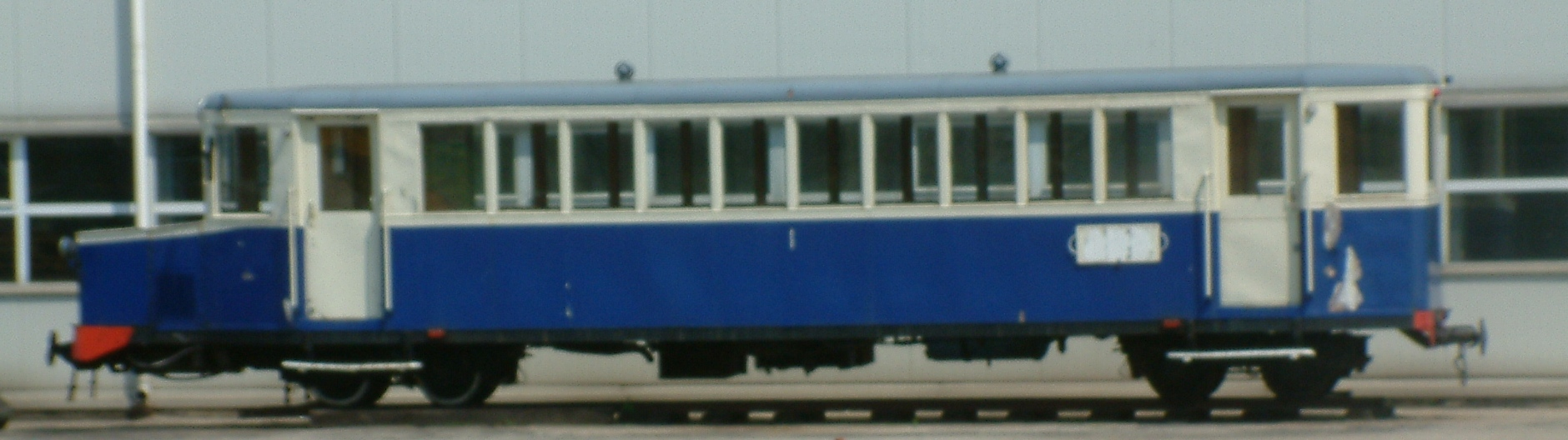
MBxc1-41 w widoku z boku

Wagon powstał w 1934 na zamówienie Bydgoskiej Kolei Powiatowej w warszawskich zakładach Lilpop, Rau i Loewenstein. Nosił wtedy nazwę Wóz motorowy nr 1. W 1945 został (wraz z infrastrukturą) znacjonalizowany i jeździł na trasie Bydgoszcz Wąsk. – Koronowo Wąsk.
W 1953 roku trafił do Witaszyc razem z pozostałą serią, gdzie kursował do 1991. W 1994 przeszedł remont w ZNTK Poznań i od tego samego roku (od 10 listopada) do 2002 służył na poznańskiej Maltance. Odbywał kursy przez cały rok, aż do momentu kiedy Maltanka stała się kolejką działającą w sezonie letnim. W 2004 roku został odstawiony na teren zajezdni przy ulicy Fortecznej, gdzie czekał na dalsze decyzje w swojej sprawie. Głównym powodem wycofania ze służby był brak miejsca w lokomotywowni Maltanki. Wagon w styczniu 2021 został przekazany z Poznańskiego Klubu Modelarzy Kolejowych do MPK Poznań. Zdecydowano wówczas o jego remoncie, który został zakończony w lipcu 2021 roku. Podczas remontu został przywrócony schemat malowania z ostatniego okresu eksploatacji na kolejach dojazdowych PKP Górna część jest jasnozielona, zaś środkowa i dolna ciemniejsza.

### MBxc1-42 i MBxc1-43
Podobnie jak z MBxc1-41 w 1934 roku Zarząd Bydgoskich Kolei Powiatowych zakupił w warszawskiej fabryce Lilpop Rau i Loewenstein kolejne dwa wagony silnikowe jednokierunkowe. O ich zakupie zadecydowały pozytywne wyniki eksploatacji wagonu silnikowego innej konstrukcji zakupionego w tejże fabryce w 1932 roku. Wagony te oznaczono numerami 02 i 03. Do 1939 roku pojazdy obsługiwały pociągi na połączeniach Bydgoszcz – Smukała – Koronowo, a po wejściu kolejki w zarząd niemiecki otrzymały oznaczenia T2 i T3 oraz przemalowano je. W 1953 roku oba pojazdy razem z 41-ką przeniesiono na Jarocińską Kolej Dojazdową, gdzie obsługiwały połączenie Witaszyce – Zagórów. W latach 50. oba pojazdy otrzymały oznaczenia Mzx 042 i Mzx 043, a następnie w 1961 roku zmieniono je na MBxc1-42 i MBxc1-43. W 1955 roku w wagonie Mzx 042 wymienione zostały silniki Forda na S-42, które wówczas stosowano w ciężarówkach Star. Naprawy główne obu pojazdów przeprowadzone były w ZNTK Opole.
W 1975 roku wagon MBxc1-43 brał w zderzeniu z ciężarówką na przejeździe kolejowo-drogowym, wskutek czego doszło do pęknięcia ramy pojazdu, co spowodowało, że wagon motorowy został skreślony ze stanu i skasowany. Drugi pojazd był natomiast eksploatowany na torach Jarocińskiej Kolei Dojazdowej do czasu zakończenia ruchu pasażerskiego 30 czerwca 1991 roku.
Po zakończeniu eksploatacji pojazd został przekazany Muzeum Kolejnictwa w Warszawie (w dniu 4 maja 1992 wpisany na stan tego muzeum pod numerem MUZ II/203). W 2013 roku Muzeum Kolejnictwa w Warszawie za zgodą Ministra Kultury i Dziedzictwa Narodowego przekazało wagon do zbiorów Muzeum Parowozownia Jarocin. Dnia 8 sierpnia tego samego roku przetransportowano go do jarocińskiej parowozowni, gdzie po odbudowie w przyszłości wejdzie w skład ekspozycji prezentującej tabor wąskotorowy.